# Brunhilde Irber
Brunhilde Irber geb. Klessinger (* 27. Juli 1948 in Pleinting) ist eine deutsche Politikerin (SPD).

## Leben und Beruf
Nach der Mittleren Reife im Jahr 1964 begann Brunhilde Irber zunächst eine Lehre zur Kinderpflegerin und Hauswirtschafterin, wechselte dann aber im Jahr 1965 an das Landratsamt Vilshofen, wo sie eine Ausbildung zur Verwaltungsangestellten absolvierte. In diesem Beruf war sie noch bis 1968 beim Landratsamt Vilshofen, in den Jahren 1968 bis 1970 beim Kreiskrankenhaus Osterhofen und von 1970 bis 1992 bei der Stadt Osterhofen tätig. Von 1982 bis 1991 leitete sie hier das Kultur- und Fremdenverkehrsamt. 1992 begann sie eine Ausbildung zur Fremdsprachenkorrespondentin, die sie im Jahr 1994 abschloss.
Brunhilde Irber ist verheiratet und hat einen Sohn.

## Partei
Sie ist seit dem Jahr 1971 Mitglied der SPD und war von 1990 bis 1993 Vorsitzende des SPD-Kreisverbandes Deggendorf. Seit 1993 war sie bis 2009 Vorsitzende des SPD-Unterbezirks Deggendorf/Freyung-Grafenau und seit 2000 auch des SPD-Bezirks Niederbayern.

## Abgeordnete
Brunhilde Irber gehörte von 1978 bis 2005 dem Kreistag des Landkreises Deggendorf und von 1990 bis 2005 dem Stadtrat von Osterhofen an.
In den Jahren 1994 bis 2009 war sie Mitglied des Deutschen Bundestages. Sie war dort Mitglied im Ausschuss für Tourismus und im Auswärtigen Ausschuss. Von November 1998 bis Januar 2005 war Brunhilde Irber Sprecherin der Arbeitsgruppe Tourismus der SPD-Bundestagsfraktion. Außerdem ist sie die afrikapolitische Sprecherin der SPD-Bundestagsfraktion. Seit Januar 2005 war sie stellvertretende Vorsitzende des Ausschusses für Tourismus. Von Dezember 2005 bis Mitte 2007 war sie Mitglied des Vorstandes der SPD-Bundestagsfraktion. Am 29. Juni 2004 war sie Adressatin einer Briefbombe des Zivildienstleistenden Johann Lang. Der Sprengkörper wurde jedoch vor dem Öffnen des Briefes entdeckt und detonierte nicht.
Brunhilde Irber ist stets über die Landesliste Bayern in den Bundestag eingezogen. Ihr Wahlkreis war Deggendorf.

## Engagement für die frei fließende Donau
Brunhilde Irber ist Gründungsmitglied der Parlamentarischen Gruppe Frei fließende Flüsse.

## Öffentliche Ämter
In den Jahren 1996 bis 2002 war sie Zweite Bürgermeisterin der Stadt Osterhofen.

## Ehrungen
- 2003 Kommunale Verdienstmedaille in Bronze
- 2005 Bayerischer Verdienstorden
- 2017 Kommunale Verdienstmedaille in Silber[1]
- 2020 Ehrenbürgerwürde der Stadt Osterhofen[2]
- 2021 Bundesverdienstkreuz am Bande[3]